# Prêmio India Catalina
O Prêmio India Catalina é uma condecoração anual promovido desde 1984 pelo Festival Internacional de Cinema de Cartagena, em Cartagena das Índias na Colômbia. Avaliado por críticos de televisão, os premiados recebem uma estatueta da India Catalina, importante figura indígena da história do país, que se casou com Pedro de Heredia, conquistador espanhol.

## Destaque

### Telenovelas
9 prêmios:
- Allá te espero

8 prêmios:
- El Joe, la leyenda

7 orêmios
- Gallito Ramírez

6 prêmios:
- Café, con aroma de mujer
- El último matrimonio feliz
- Amor sincero
- Rafael Orozco, el ídolo

5 prêmios:
- Pero sigo siendo el rey
- Hasta que la plata nos separe
- Pura sangre

### Séries
11 prêmios:
- Escobar, el patrón del mal

9 prêmios:
- La casa de las dos palmas

8 prêmios:
- Correo de inocentes

7 prêmios:
- Don Chinche
- La otra mitad del sol
- El capo

6 prêmios:
- Los cuervos
- Francisco el matemático
- Sin tetas no hay paraíso
- La selección, la serie

5 prêmios:
- Los pecados de Inés de Hinojosa
- ¿Por qué mataron a Betty, si era tan buena muchacha?
- Escalona
- La alternativa del escorpión
- Hombres
- La mujer del presidente
- El cartel
- La ronca de oro
- Dr. Mata

### Biografia
- Escalona, de Rafael Escalona.
- Amor sincero, de Marbelle.
- El Joe, la leyenda, de Joe Arroyo.
- Rafael Orozco, el ídolo, de Rafael Orozco Maestre.
- Escobar, el patrón del mal, de Pablo Escobar.
- La selección, la serie, de Faustino Asprilla, Carlos Valderrama, René Higuita e Freddy Rincón.
- La ronca de oro, de Helenita Vargas.